# Cupaniopsis euneura
Cupaniopsis euneura är en kinesträdsväxtart som beskrevs av F. Adema. Cupaniopsis euneura ingår i släktet Cupaniopsis och familjen kinesträdsväxter. Inga underarter finns listade i Catalogue of Life.